# Random attacks
 (août 2023).
Si vous disposez d'ouvrages ou d'articles de référence ou si vous connaissez des sites web de qualité traitant du thème abordé ici, merci de compléter l'article en donnant les références utiles à sa vérifiabilité et en les liant à la section « Notes et références ».
La pratique du random attacks, pouvant être traduit littéralement par « attaques aléatoires » ou « attaques surprises », est un système de compétition dans les arts martiaux. Les attaques surprises retournent à l’essence de l’auto-défense, à savoir une action à l’encontre d’une attaque inopinée. Le sentiment de stress qui est présent lors d’une « attaque surprise » oblige les participants à utiliser les réflexes acquis lors des années de formation dans les arts martiaux. Les pratiquants apprennent à faire face à des situations de stress qui existeront aussi lors d’une agression réelle.

## Forme de compétitionrandom attacks
Cette forme de compétition est ouverte à tout art martial qui a dans son programme la self-défense tel que le ju-jitsu, l’hapkido, le krav-maga, le sambo, le kenpō, le karaté, le pencak-silat, le wing chun, le wushu, l’eskrima, etc. Il s'agit moins d'un combat entre deux personnes qu'une compétition pour montrer sa parfaite maîtrise face à une attaque inopinée définie par un juré. On retrouve le principe de random attacks sous des noms tels que hand to hand fighting kata ou tests de réaction.

## Règles de compétitions durandom attacks
On travaille avec deux couples qui se trouvent face à face. Le combattant de chaque couple sera jugé.
- Un couple porte la ceinture rouge, l'autre couple la ceinture blanche et cela par décision de la table des jurés.
- Chaque couple est constitué d'un attaquant et d'un défenseur.
- Les deux combattants mettent les pieds sur le tatami à l'endroit désigné, se saluent, saluent le jury et se mettent en position de combat de telle sorte que l’adversaire ne peut les voir.
- La table des jurés appelle les deux attaquants et leur montre une attaque sur ordinateur ou photo qui est montrée de façon aléatoire de façon que l’objectivité soit observée.
- Les attaquants prennent leurs positions de départ (en position de combat) dos à leurs  partenaires.
- Au signal de l'arbitre chacun exécute à son tour l'attaque indiquée
- L'arbitre détermine qui commence : Rouge ou Blanc.
- Quand les deux attaquants ont fait leur première attaque, l'arbitre les rappelle à la table des jurés pour qu’il voie la photo ou le dessin suivant.
- Les compétiteurs suivant leurs âges ou grades vont devoir effectuer 3 ou 4 attaques.
- Après l’exécution de l'attaque requise, l'arbitre demande l'opinion des 3 ou 5 jurés.
- Sur le signal de l'arbitre hantai, les trois jurés donnent leur avis en soulevant un drapeau (rouge ou blanc) en l’air afin d’indiquer le gagnant.

## Les 40 attaques derandom attacks
En concertation avec les différents pays européens, on a créé une liste de 40 attaques, d’où 3 ou 4 attaques sont choisis par combat. Chaque attaque est choisie de façon aléatoire, soit par l’ordinateur, soit par le jury si cela se fait via les photos.
Ni le combattant ni le défenseur ne savent quelle attaque va arriver.
| Attaques 1 - 10                        | Attaques 11 - 20                                 | Attaques 21 - 30                                      | Attaques 31 - 40                                                   |
| -------------------------------------- | ------------------------------------------------ | ----------------------------------------------------- | ------------------------------------------------------------------ |
| Étranglement latéral à deux mains      | Saisie de cheveux de face avec une main          | Coup de pied de côté (yoko-geri)                      | Saisie de tête de face                                             |
| Saisie du poignet du même côté         | Coup de Matraque de l'extérieur vers l'intérieur | Prise sous les bras de face                           | Coup de couteau de l'intérieur vers l'extérieur                    |
| Coup de poing direct                   | Saisie du col arrière avec une main              | Uppercut vers le menton                               | Coup de couteux du haut vers le bas                                |
| Prise au-dessus des bras par l'arrière | Saisie de la tête de côté                        | Coup de couteau piqué au ventre                       | Au sol, partenaire entre les jambes + étranglement avec deux mains |
| Saisie du poignet croisé               | Prise par-dessus des bras de face                | Saisie des deux poignets par l'arrière                | Revolver au dos                                                    |
| Coup de pied de face                   | Coup de Matraque de l'intérieur vers l'extérieur | Coup de couteau de l'extérieur vers l'intérieur       | Étranglement judo arrière (à l'aide du bras)                       |
| Crochet                                | Étranglement au sol, latéral et à deux mains     | Étranglement au sol avec deux mains sur le partenaire | Saisie d'arrestation policière                                     |
| Saisie des deux poignets de face       | Coup de pied latéral (mawashi)                   | Saisie des deux revers et coup de tête                | Prise Nelson                                                       |
| Étranglement arrière avec deux mains   | Saisie du revers et crochet                      | Au sol, partenaire sur le corps + crochet             | Coup de pied de face + Coup de poing au visage                     |
| Étranglement de face avec deux mains   | Prise sous les bras par l'arrière                | Revolver de face                                      | Double crochet                                                     |

### Sources
- Eurobudo. Règlement & photos des attaques.